# Končar Elektroindustrija
KONČAR – Elektroindustrija d.d. matično je poduzeće Grupe KONČAR koja u svom sastavu ima 14 ovisnih i jedno pridruženo društvo. Dionica se nalazi na kotaciji Službenog tržišta Zagrebačke burze od 2003. godine. Dionicu označava simbol KOEI-R-A.

## Povijest
Povijest KONČARA počinje 24. siječnja 1921. godine kada je osnovano poduzeće Elektra, koje već iste godine prelazi u vlasništvo grupe Siemens i pod tim imenom djeluje do kraja Drugoga svjetskog rata. Od 1946. do 1990. godine poduzeće je djelovalo pod imenom Rade Končar, a od 1. siječnja 1991. godine organizirano je kao dioničko društvo i djeluje pod imenom KONČAR - Elektroindustrija. 
Razvojni put od servisne radionice do koncerna elektroindustrije obilježen je isporukom prvog elektromotora s lak žicom 1930. i prvog vlastitog generatora 1948. godine, što je pokrenulo kotač razvoja. 
Ime KONČAR danas je prepoznatljivo širom svijeta jer je uz neizmjeran doprinos domaćoj industriji Grupa KONČAR proizvela i isporučila stotine tisuća rješenja, proizvoda i usluga na 130 tržišta diljem svijeta. Osim što je postao najveći hrvatski izvoznik te nositelj inovacija, standarda kvalitete i tehnološkog napretka, KONČAR je izrastao u simbol dugotrajnosti i tradicije.  
Na impresivnoj listi dostignuća je više od 400.000 transformatora raznih vrsta, naponskih razina i snaga, izgradnja i revitalizacija više desetaka tisuća transformatorskih stanica do 400 kV te 400 hidroelektrana, proizvodnja i revitalizacija 700 generatora, a ugled u tračničkom prijevozu zadržan je i opravdan isporukom gotovo 200 niskopodnih tramvaja i vlakova.  
Neprekidno se razvijaju ona područja u kojima se može osigurati najviša dodana vrijednost, s fokusom na energiju vjetra, sunca i vode. Grupa KONČAR predana je daljnjem razvoju tehnologija i proizvoda koji će spajati zeleno i napredno te partnerima omogućiti da budu u tijeku s europskim trendovima, odnosno globalnom inicijativom i smjerom u području elektroenergetike. 

## Grupa KONČAR
Glavna područja djelovanja grupe KONČAR su proizvodnja, prijenos i distribucija električne energije, tračnička vozila i infrastruktura i digitalna rješenja i platforme, s naglaskom na vlastiti razvoj i inovacije te laboratorijska testiranja i certificiranja.
Sa sjedištem u Zagrebu, KONČAR najviše izvozi na tržišta Europske unije, Azije, Afrike, SAD-a i Australije što ga čini najvećim hrvatskim neto izvoznikom desetljeća. Najveća tržišta KONČARA proteklih su godina Njemačka, Švedska, Austrija, UK, Norveška, Švicarska, Sjeverna Makedonija, Bosna i Hercegovina te Ujedinjeni Arapski Emirati.
Grupa KONČAR, kao regionalni predvodnik u tehnološkom razvoju i tvrtka kojoj je društvena odgovornost duboko utkana u svakodnevno poslovanje, neprekidno razvija nova napredna rješenja i poslovne modele za dobrobit zajednice i okoliša.

### Društva Grupe KONČAR
Grupu KONČAR u Hrvatskoj čine matica KONČAR - Elektroindustrija, 14 ovisnih Društava i jedno pridruženo Društvo (joint venture sa Siemens Energy):
- KONČAR - Aparati i postrojenja
- Dalekovod
- KONČAR - Digital
- KONČAR - Distributivni i specijalni transformatori
- KONČAR - Električna vozila
- KONČAR - Elektronika i informatika
- KONČAR - Energetika i usluge
- KONČAR - Generatori i motori
- KONČAR - Institut za elektrotehniku
- KONČAR - Inženjering
- KONČAR - Motori i električni sustavi
- KONČAR - Metalne konstrukcije
- KONČAR - Mjerni transformatori
- KONČAR - Obnovljivi izvori
- KONČAR - Energetski transformatori (pridruženo društvo)

## Glavna područja djelovanja
Proizvodnja električne energije
- Hidroelektrane
- Sunčane (fotonaponske) elektrane
- Vjetroelektrane
- Termoelektrane
- Proizvodnja opreme
- Projekti po načelu "ključ u ruke", održavanje, remonti, rekonstrukcija i revitalizacija postrojenja

Prijenos i distribucija električne energije
- Transformatorske stanice
- Proizvodnja opreme
- Rješenja prema posebnim zahtjevima kupaca
- Izgradnja, rekonstrukcija, remont i revitalizacija postrojenje za prijenos i distribuciju
- Projekti po načelu "ključ u ruke", projektiranje, održavanje, savjetodavne usluge i 24/7 terenska podrška

Tračnička vozila i infrastruktura
- Niskopodni elektromotorni i dizel-električni vlakovi
- Niskopodni tramvaji
- Komponente i sustavi za željeznička vozila
- Željeznička infrastruktura

Digitalna rješenja i platforme
- Dispečerski centri
- Daljinski nadzor i upravljanje kritičnom i urbanom infrastrukturom
- SCADA sustavi
- Komunikacijski uređaji i računalne mreže
- Uređaji i sustavi besprekidnog napajanja
- Rješenja za napredne gradove

## Ostalo
- Tvornica »Rade Končar« 1947. – 1950. izdavala je list »Svjetlost«, 1956. – 1964. list »Vjesnik«, 1964. – 1990. tjednik »Končarevac«, koji od 1990. izlazi kao mjesečnik.[4]

## Vanjske poveznice
- Službene stranice Grupe Končar